# Gordon Vinyard
Gordon Vinyard, även kallad Tex, född 7 november 1931, död 5 december 1988 var en amerikansk manager, för rockbandet The Castiles.  Han var bosatt i Freehold, New Jersey. 
Gordon och hans fru Marion anses ha haft stor betydelse för Castiles framgångar och att ha lagt grunden för Bruce Springsteens karriär. När paret tyckte att deras granne, trummisen Bart Haynes, spelade musik för högt gick Gordon dit för att be honom sänka volymen. Vad han fann var The Castiles som övade. Bandet bad honom bli deras manager vilket han accepterade. Mellan 1965 och 1967 fick bandet använda paret Vinyards vardagsrum som replokal.
På grund av detta anser Freeholds politiker att Vinyards har gjort stora insatser för staden och som tack fick paret en park uppkallad efter sig 2002. Vinyard Park ligger på den plats där Vinyards hus stod som revs i början av 1970-talet.
I Springsteens sång In Freehold omnämns Gordon och Marion Vinyard: Well Tex, rest in peace, and Marion gave us kids a hand in Freehold.